# Borabenzeen

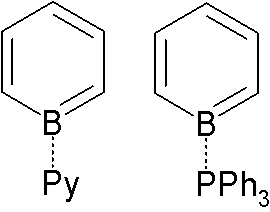
Figuur 1: Borabenzeen gecoördineerd met pyridine en trifenylfosfine

Een borabenzeen is een aromatische, heterocyclische verbinding waarin een booratoom in benzeen de plaats heeft ingenomen van een CH-groep. Ondanks de eenvoudige structuur en de grote sterkte van de koolstof-boorbinding is het tot nu toe niet gelukt vrij borabenzeen te bereiden. Dat wil zeggen, borabenzeen zonder een ligand aan het booratoom. De instabiliteit van het vrij molecule hangt samen met de sterkte als lewiszuur van het booratoom ten gevolge van de elektrondeficiëntie ervan. Alle pogingen om vrij borabenzeen te bereiden stranden in complexen met neutrale of anion-liganden. Zelfs N2 kan een coördinatieverbinding vormen met borabenzeen. Anderzijds laten de complexen met anionische liganden, zogenaamde boratabenzenen een grote verscheidenheid aan reacties zien, inclusief complexvorming van het π-type. Met elektrondonerende moleculen als pyridine of trifenylfosfine vormt borabenzeen stabiele verbindingen.

## Borabenzeen als ligand
Boratabenzenen (borabenzeen met een coördinerende ligand) hebben een negatieve lading in de aromatische ring en gedragen zich als sterke π-donerende liganden, vergelijkbaar met cyclopentadienyl-anion. Veel complexen, metallocenen of sandwichverbindingen, met overgangsmetalen zijn inmiddels beschreven. Het zirkonium-metalloceen met boratabenzeen vertoont gelijkwaardige katalytische werking in de polyymerisatie van etheen als het cyclopentadiënyl-analogon.

## Derivaten van boratabenzenen
Er zijn verschillende derivaten van boratabenzeen beschreven: 1-boratanaftaleen, 9-borata-antraceen, boracyclooctatetraeen en 2,2’-diboratabifenyl. De laatste verbinding is van speciaal belang omdat het de eerste vertegenwoordiger van de bidentaat-lewiszuren, waarmee het de zure tegenpool is van 2,2’-bipyridine, een veel gebruikte - basische - ligand.

## Reacties

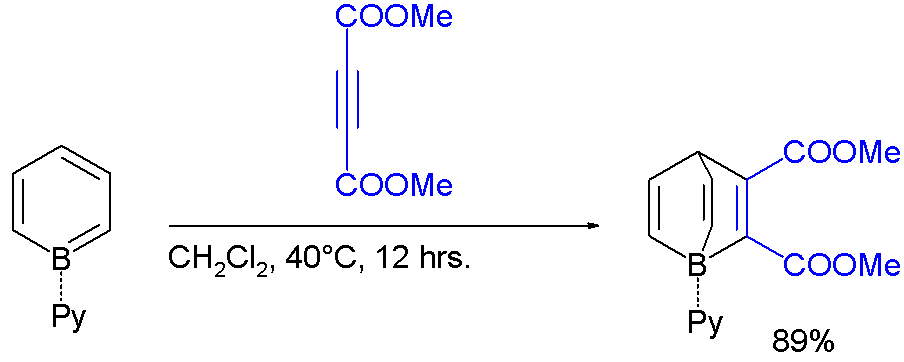
Figuur 2: Synthese van Borabarreleen

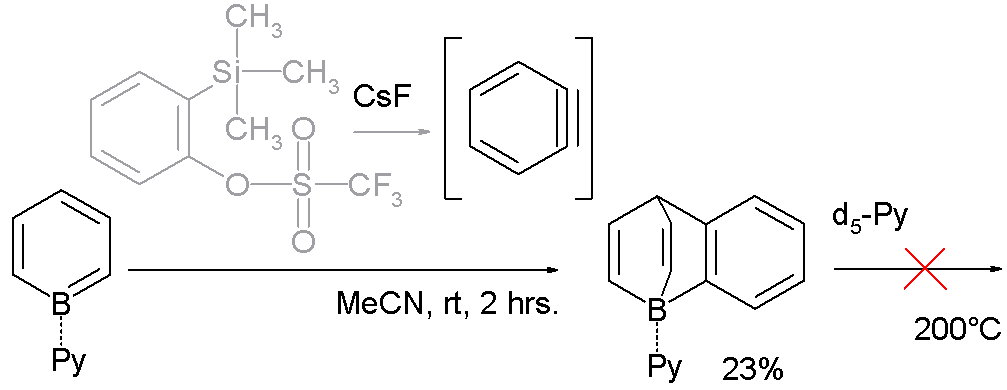
Figuur 3: Synthese van benzoborabenzeen

Borabenzeen reageert met elektrondeficiënte alkynen in een diels-alderreactie tot de boor-analoga van barreleen, de borabarrelenen (figuur 2).
Op gelijksoortige manier kan het benzoborabarreleen gemaakt worden door reactie van boratabenzeen met benzyn onder invloed van 2-(trimethylsilyl)fenyltriflaat en cesiumfluoride (figuur 3).
In de barreleenverbindingen heeft boor een tetraëderstructuur. De som van de C-B-C-hoeken is 311° in plaats van de verwachte 327°. Dit betekent dat de hoek tussen de bindingen kleiner is dan in een regelmatige tetraëder. Het gevolg hiervan is dat het s-karakter van de niet gebruikte orbitaal groter is dan standaard waardoor de borabarrelenen nog sterker worden dan lewiszuur. In het adduct met pyridine blijkt dit door de korte bindingslengte: slechts 158 picometer in vergelijking met de 165 pm voor de B-N binding in andere boraan-pyridineverbindingen.
De sterkte van de binding tussen borabarrelenen en pyridine wordt nog extra onderstreept door de stabiliteit ervan: zelfs bij 200 °C lukt het niet de pyridineligand uit te wisselen tegen gedeutereerd pyridine.

## Kwantummechanische opmerkingen
Borabenzeen is wat zijn mogelijkheden betreft om elektronen in de moleculaire orbitalen te plaatsen identiek aan benzeen: boor is een eerste periode-element en heeft dezelfde atoomorbitalen als koolstof. De ruimtelijke uitbreiding zal iets groter zijn omdat de kernlading van boor iets lager is dan die van koolstof. Dezelfde orbitalen zullen gebruikt kunnen worden in het σ-skelet. Voor de π-orbitalen zijn dezelfde orbitalen beschikbaar als in benzeen, al zal de ontaarding van de HOMO verloren zijn door de aanwezigheid van het booratoom. Het grote verschil treedt aan het licht als we bedenken dat borabenzeen 2 elektronen minder heeft dan benzeen. Boor heeft immers maar drie bindingen die alle drie in de ring gebruikt worden. Er is geen waterstofatoom nodig zoals bij koolstof. Bovendien heeft boor zelf een lading minder dan koolstof. De twee niet aanwezige ladingen ten opzichte van benzeen hoeven niet door elektronen gecompenseerd te worden. Er zijn dus ten opzichte van benzeen twee elektronen minder. Omdat de laagste moleculaire banen als eerste gevuld worden, en σ-orbitalen altijd gunstiger zijn dan π-orbitalen, zullen er dus twee elektronen minder in het aromatische π-systeem aanwezig zijn. Er zijn maar 4 aromatische π-elektronen, die door de opgeheven ontaarding van het π-systeem geen diradicaal vormen, en een zeer laag liggende LUMO. Hiermee is de zeer grote lewiszuursterkte verklaard.

## Andere heteroaromatische verbindingen
Vergelijkbare verbindingen met een aromatische 6-ring zijn: borabenzeen, benzeen, silabenzeen, germanabenzeen, stannabenzeen, pyridine, fosforine, pyryliumzout.